# Proletarii
Els proletarii, etimològicament “els que crien fills”, era el terme aplicat a l'antiga Roma a la classe social més baixa, als pobres sense terra. Eren massa pobres per pagar els impostos sobre la propietat i per fer el servei militar actiu. El seu paper en aquella societat va ser la de tenir fills.
El terme proletarii va ser recuperat sota el terme de proletariat (proletariat) per Karl Marx, que havia estudiat dret romà a la Universitat de Berlín, per identificar la classe baixa sense propietats ni recursos que només podien treballar i tenir fills-el proletariat o classe obrera - grup antagònic de la classe burgesa o capitalista.
En el manifest comunista, Marx i Friedrich Engels, defineixen el proletariat de la següent manera:
| « | Per proletariat s'entén la classe de treballadors assalariats moderns, que, privats de mitjans de producció propis, es veuen obligats a vendre la seva força de treball per poder existir. | » |